# Maklavun
Maklavun, brdo i istoimeni tumul iz brončanog doba smješten blizu sela Šošići kraj Rovinja. Prema načinu zgrčenog ukopa, pronađenoj keramici i brončanoj oštrici radi se o građevini staroj oko 4.000 godina.
Iznimnost ovog tumula je prisutnost ulaznog hodnika (dromosa) te pogrebna komora (tholos). Kako orijentacija ulaznog dromosa gleda na zimski solsticij, postoje snažne indikacije da se radi o prvom takvom poznatom solarnom opservatoriju na tlu Hrvatske.
Astroarheološka istraživanja da se ispita ta hipoteza su u tijeku. ... i u utrci s kamenolomom Šošići koji polako troši brdo Maklavun.

## Vanjske poveznice
- Engleske web stranice i apel da se lokalitet spasi

- Zvjezdarnica - Spasimo povijest od neukih ljudi!
- Zvjezdarnica - Hoće li se spasiti Hrvatski stonehenge?